# Aeroportul Dayrestan
Aeroportul Dayrestan (IATA: GSM, ICAO: OIKQ) este un aeroport din Central District⁠(d), Qeshm County⁠(d), Hormozgan Province⁠(d), Iran ce deservește zona Insula Qeshm. Aeroportul a fost tranzitat în 2019 de 435.193 de pasageri. A fost deschis în 1970.
Situat la o altitudine de 12 m, aeroportul dispune de o singură pistă. Este operat de Iranian Airports Holding Company⁠(d).